# Bronisław Longchamps de Bérier
Bronisław Longchamps de Bérier (ur. 31 sierpnia 1852 we Lwowie, zm. 21 października 1914 tamże) – generał lekarz sztabowy cesarskiej i królewskiej Armii.

## Życiorys
Był synem Bogusława lekarza medycyny i powstańca z 1831, bratem Franciszka. Studiował medycynę na uniwersytetach w Würzburgu, Pradze i w Wiedniu. Służbę wojskową rozpoczął jak ochotnik jednoroczny 1 października 1876 w stopniu elewa służby lekarskiej w Szpitalu Garnizonowym nr 1 w Wiedniu a następnie w Szpitalu Garnizonowym nr 14 we Lwowie. Jako oficer rezerwy służył w latach 1878–1882 w 3 pułku taborów. 1 marca 1884 uzyskał status lekarza służby czynnej i rozpoczął 2 letnią pracę w Szpitalu Garnizonowym nr 14 we Lwowie, był tam kierownikiem oddziału chirurgicznego. We wrześniu 1886 został przeniesiony do Szpitala Garnizonowego Nr 25 w Sarajewie. Przez 2 lata był członkiem komisji poborowych na terenie Bośni. W 1888 przeszedł do 95 Pułk Piechoty wracając do Lwowa. W 1889 został mianowany lekarzem pułkowym 1. klasy. W latach 1892–1899 pracował w stacjonującym również we Lwowie 24 Pułku Piechoty. 1 maja 1899 awansował na stanowisko lekarza sztabowego, powrócił do Szpitala Garnizonowego Nr 14 gdzie w 1902 awansował na starszego lekarza sztabowego 2. klasy zostając zastępcą komendanta szpitala i kierownikiem administracji. W 1906 został mianowany na stopień starszego lekarza sztabowego 1. klasy i wyznaczony na stanowisko komendanta Szpitala Garnizonowego Nr 14. W 1909 mianowany został szefem sanitarnym 3 Korpusu w Grazu. 18 lipca 1911 powrócił do Lwowa na stanowisko szefa sanitarnego 11 Korpusu. 30 października tego roku został mianowany na stopień generała lekarza sztabowego. 1 listopada 1913 został przeniesiony w stan spoczynku. Mieszkał we Lwowie, gdzie zmarł 21 października 1914.
Bronisław Longchamps de Bérier był żonaty z Heleną Rieger miał troje dzieci; synów Romana prawnika profesora i rektora Uniwersytetu Lwowskiego, Andrzeja (1889–1963) prawnika, sędziego Naczelnego Trybunału Administracyjnego oraz córkę Jadwigę (1895–1964) malarkę.

## Awanse
- lekarz pułkowy 2. klasy (niem. Regimentsarzt 2. Klasse[a]) – 1 maja 1884[6]
- lekarz pułkowy 1. klasy (niem. Regimentsarzt 1. Klasse[b]) – 1889[7]
- lekarz sztabowy (niem. Stabsarzt[c]) – 27 maja 1899[8]
- starszy lekarz sztabowy 2. klasy (niem. Oberstabsartzt 2. Klasse[d]) – 1 listopada 1902[9]
- starszy lekarz sztabowy 1. klasy (niem. Oberstabsartzt 1. Klasse[e]) – 1 listopada 1906[10]
- generał lekarz sztabowy (niem. Generalstabsartzt[f]) – 30 października 1911[11]

## Ordery i odznaczenia
- Order Korony Żelaznej 3 klasy[3]
- Złoty Krzyż Zasługi z Koroną[3]
- Brązowy Medal Jubileuszowy Pamiątkowy dla Sił Zbrojnych i Żandarmerii[3]
- Krzyż Jubileuszowy Wojskowy[3]